# The Vampire Diaries-episoder
The Vampire Diaries er en amerikansk overnaturlig-fantasy horror tv-serie. Serien er baseret på en bogserie af samme navn af L.J. Smith, og blev udviklet til tv af Kevin Williamson og Julie Plec.

## Serieoversigt
| Sæson | Sæson | Afsnit | Oprindeligt sendedato | Oprindeligt sendedato | DVD og Blu-ray udgivelsesdatoer | DVD og Blu-ray udgivelsesdatoer | DVD og Blu-ray udgivelsesdatoer |
| Sæson | Sæson | Afsnit | Først sendt           | Sidst sendt           | Region 1                        | Region 2                        | Region 4                        |
| ----- | ----- | ------ | --------------------- | --------------------- | ------------------------------- | ------------------------------- | ------------------------------- |
|       | 1     | 22     | 10. september 2009    | 13. maj 2010          | 31. august 2010                 | 23. august 2010                 | 1. september 2010               |
|       | 2     | 22     | 9. september 2010     | 12. maj 2011          | 30. august 2011                 | 22. august 2011                 | 7. september 2011               |
|       | 3     | 22     | 15. september 2011    | 10. maj 2012          | 11. september 2012              | 20. august 2012                 | 5. september 2012               |
|       | 4     | 22     | 11. oktober 2012      | 16. maj 2013          | 3. september 2013               | 26. august 2013                 | 2. oktober 2013                 |
|       | 5     | 22     | 3. oktober 2013       | 15. maj 2014          | N/A                             | 25. august 2014                 | N/A                             |
|       | 6     | ?      | N/A                   | N/A                   | N/A                             | N/A                             | N/A                             |

## Episode liste

### Sæson 1 (2009–10)
| Serie # | Sæson # | Titel                         | Instruktør       | Forfatter(e)                                                          | Original sendedato |
| 1       | 1       | "Pilot"                       | Marcos Siega     | Tv-serie af: Kevin Williamson & Julie Plec                            | 10. september 2009 |
| 2       | 2       | "The Night of the Comet"      | Marcos Siega     | Kevin Williamson & Julie Plec                                         | 17. september 2009 |
| 3       | 3       | "Friday Night Bites"          | John Dahl        | Barbie Kligman & Bryan M. Holdman                                     | 29. september 2009 |
| 4       | 4       | "Family Ties"                 | Guy Ferland      | Andrew Kreisberg & Brian Young                                        | 1. oktober 2009    |
| 5       | 5       | "You're Undead to Me"         | Kevin Bray       | Sean Reycraft & Gabrielle Stanton                                     | 8. oktober 2009    |
| 6       | 6       | "Lost Girls"                  | Marcos Siega     | Kevin Williamson & Julie Plec                                         | 15. oktober 2009   |
| 7       | 7       | "Haunted"                     | Ernest Dickerson | Story af: Andrew Kreisberg Teleplay af: Kevin Williamson & Julie Plec | 29. oktober 2009   |
| 8       | 8       | "162 Candles"                 | Rick Bota        | Barbie Kligman & Gabrielle Stanton                                    | 5. november 2009   |
| 9       | 9       | "History Repeating"           | Marcos Siega     | Bryan M. Holdman & Brian Young                                        | 11. november 2009  |
| 10      | 10      | "The Turning Point"           | J. Miller Tobin  | Story af: Barbie Kligman Teleplay af: Kevin Williamson & Julie Plec   | 19. november 2009  |
| 11      | 11      | "Bloodlines"                  | David Barrett    | Story af: Sean Reycraft Teleplay af: Kevin Williamson & Julie Plec    | 21. januar 2010    |
| 12      | 12      | "Unpleasantville"             | Liz Friedlander  | Barbie Kligman & Brian Young                                          | 28. januar 2010    |
| 13      | 13      | "Children of the Damned"      | Marcos Siega     | Kevin Williamson & Julie Plec                                         | 4. februar 2010    |
| 14      | 14      | "Fool Me Once"                | Marcos Siega     | Brett Conrad                                                          | 11. februar 2010   |
| 15      | 15      | "A Few Good Men"              | Joshua Butler    | Brian Young                                                           | 25. marts 2010     |
| 16      | 16      | "There Goes the Neighborhood" | Kevin Bray       | Bryan Oh & Andrew Chambliss                                           | 1. april 2010      |
| 17      | 17      | "Let the Right One In"        | Dennis Smith     | Story af: Brian Young Teleplay af: Julie Plec                         | 8. april 2010      |
| 18      | 18      | "Under Control"               | David Von Ancken | Barbie Kligman & Andrew Chambliss                                     | 15. april 2010     |
| 19      | 19      | "Miss Mystic Falls"           | Marcos Siega     | Bryan Oh & Caroline Dries                                             | 22. april 2010     |
| 20      | 20      | "Blood Brothers"              | Liz Friedlander  | Kevin Williamson & Julie Plec                                         | 29. april 2010     |
| 21      | 21      | "Isobel"                      | J. Miller Tobin  | Caroline Dries & Brian Young                                          | 6. maj 2010        |
| 22      | 22      | "Founder's Day"               | Marcos Siega     | Bryan Oh & Andrew Chambliss                                           | 13. maj 2010       |

### Sæson 2 (2010–11)
| Serie # | Sæson # | Titel                      | Instruktør       | Forfatter(e)                               | Original sendedato |
| 23      | 1       | "The Return"               | J. Miller Tobin  | Kevin Williamson & Julie Plec              | 9. september 2010  |
| 24      | 2       | "Brave New World"          | John Dahl        | Brian Young                                | 16. september 2010 |
| 25      | 3       | "Bad Moon Rising"          | Patrick Norris   | Andrew Chambliss                           | 23. september 2010 |
| 26      | 4       | "Memory Lane"              | Rob Hardy        | Caroline Dries                             | 30. september 2010 |
| 27      | 5       | "Kill or Be Killed"        | Jeff Woolnough   | Mike Daniels                               | 7. oktober 2010    |
| 28      | 6       | "Plan B"                   | John Behring     | Elizabeth Craft & Sarah Fain               | 21. oktober 2010   |
| 29      | 7       | "Masquerade"               | Charles Beeson   | Kevin Williamson & Julie Plec              | 28. oktober 2010   |
| 30      | 8       | "Rose"                     | Liz Friedlander  | Brian Young                                | 4. november 2010   |
| 31      | 9       | "Katerina"                 | J. Miller Tobin  | Andrew Chambliss                           | 11. november 2010  |
| 32      | 10      | "The Sacrifice"            | Ralph Hemecker   | Caroline Dries                             | 2. december 2010   |
| 33      | 11      | "By the Light of the Moon" | Elizabeth Allen  | Mike Daniels                               | 9. december 2010   |
| 34      | 12      | "The Descent"              | Marcos Siega     | Elizabeth Craft & Sarah Fain               | 27. januar 2011    |
| 35      | 13      | "Daddy Issues"             | Joshua Butler    | Kevin Williamson & Julie Plec              | 3. februar 2011    |
| 36      | 14      | "Crying Wolf"              | David Von Ancken | Brian Young                                | 10. februar 2011   |
| 37      | 15      | "The Dinner Party"         | Marcos Siega     | Andrew Chambliss                           | 17. februar 2011   |
| 38      | 16      | "The House Guest"          | Michael Katleman | Caroline Dries                             | 24. februar 2011   |
| 39      | 17      | "Know Thy Enemy"           | Wendey Stanzler  | Mike Daniels                               | 7. april 2011      |
| 40      | 18      | "The Last Dance"           | John Behring     | Michael Narducci                           | 14. april 2011     |
| 41      | 19      | "Klaus"                    | Joshua Butler    | Kevin Williamson & Julie Plec              | 21. april 2011     |
| 42      | 20      | "The Last Day"             | J. Miller Tobin  | Andrew Chambliss & Brian Young             | 28. april 2011     |
| 43      | 21      | "The Sun Also Rises"       | Paul M. Sommers  | Caroline Dries & Mike Daniels              | 5. maj 2011        |
| 44      | 22      | "As I Lay Dying"           | John Behring     | Turi Meyer & Al Septien & Michael Narducci | 12. maj 2011       |

### Sæson 3 (2011–12)
| Serie # | Sæson # | Titel                     | Instruktør         | Forfatter(e)                                                             | Original sendedato |
| 45      | 1       | "The Birthday"            | John Behring       | Kevin Williamson & Julie Plec                                            | 15. september 2011 |
| 46      | 2       | "The Hybrid"              | Joshua Butler      | Al Septien & Turi Meyer                                                  | 22. september 2011 |
| 47      | 3       | "The End of the Affair"   | Chris Grismer      | Caroline Dries                                                           | 29. september 2011 |
| 48      | 4       | "Disturbing Behavior"     | Wendey Stanzler    | Brian Young                                                              | 6. oktober 2011    |
| 49      | 5       | "The Reckoning"           | John Behring       | Michael Narducci                                                         | 13. oktober 2011   |
| 50      | 6       | "Smells Like Teen Spirit" | Rob Hardy          | Julie Plec & Caroline Dries                                              | 20. oktober 2011   |
| 51      | 7       | "Ghost World"             | David Jackson      | Rebecca Sonnenshine                                                      | 27. oktober 2011   |
| 52      | 8       | "Ordinary People"         | J. Miller Tobin    | Story af: Nick Wauters Teleplay af: Julie Plec & Caroline Dries          | 3. november 2011   |
| 53      | 9       | "Homecoming"              | Joshua Butler      | Evan Bleiweiss                                                           | 10. november 2011  |
| 54      | 10      | "The New Deal"            | John Behring       | Michael Narducci                                                         | 5. januar 2012     |
| 55      | 11      | "Our Town"                | Wendey Stanzler    | Rebecca Sonnenshine                                                      | 12. januar 2012    |
| 56      | 12      | "The Ties That Bind"      | John Dahl          | Brian Young                                                              | 19. januar 2012    |
| 57      | 13      | "Bringing Out the Dead"   | Jeffrey Hunt       | Turi Meyer & Al Septien                                                  | 2. februar 2012    |
| 58      | 14      | "Dangerous Liaisons"      | Chris Grismer      | Caroline Dries                                                           | 9. februar 2012    |
| 59      | 15      | "All My Children"         | Pascal Verschooris | Evan Bleiweiss & Michael Narducci                                        | 16. februar 2012   |
| 60      | 16      | "1912"                    | John Behring       | Julie Plec & Elisabeth R. Finch                                          | 15. marts 2012     |
| 61      | 17      | "Break On Through"        | Lance Anderson     | Rebecca Sonnenshine                                                      | 22. marts 2012     |
| 62      | 18      | "The Murder of One"       | J. Miller Tobin    | Caroline Dries                                                           | 29. marts 2012     |
| 63      | 19      | "Heart of Darkness"       | Chris Grismer      | Brian Young & Evan Bleiweiss                                             | 19. april 2012     |
| 64      | 20      | "Do Not Go Gentle"        | Joshua Butler      | Michael Narducci                                                         | 26. april 2012     |
| 65      | 21      | "Before Sunset"           | Chris Grismer      | Story af: Charlie Charbonneau & Daphne Miles Teleplay af: Caroline Dries | 3. maj 2012        |
| 66      | 22      | "The Departed"            | John Behring       | Story af: Brett Matthews & Elisabeth R. Finch Teleplay af: Julie Plec    | 10. maj 2012       |

### Sæson 4 (2012–13)
| Serie # | Sæson # | Titel                              | Instruktør         | Forfatter(e)                           | Original sendedato |
| 67      | 1       | "Growing Pains"                    | Chris Grismer      | Caroline Dries                         | 11. oktober 2012   |
| 68      | 2       | "Memorial"                         | Rob Hardy          | Jose Molina & Julie Plec               | 18. oktober 2012   |
| 69      | 3       | "The Rager"                        | Lance Anderson     | Brian Young                            | 25. oktober 2012   |
| 70      | 4       | "The Five"                         | Joshua Butler      | Brett Matthews & Rebecca Sonnenshine   | 1. november 2012   |
| 71      | 5       | "The Killer"                       | Chris Grismer      | Michael Narducci                       | 8. november 2012   |
| 72      | 6       | "We All Go a Little Mad Sometimes" | Wendey Stanzler    | Evan Bleiweiss & Julie Plec            | 15. november 2012  |
| 73      | 7       | "My Brother's Keeper"              | Jeffrey Hunt       | Caroline Dries & Elisabeth R. Finch    | 29. november 2012  |
| 74      | 8       | "We'll Always Have Bourbon Street" | Jesse Warn         | Charlie Charbonneau & Jose Molina      | 6. december 2012   |
| 75      | 9       | "O Come, All Ye Faithful"          | Pascal Verschooris | Michael J. Cinquemani & Julie Plec     | 13. december 2012  |
| 76      | 10      | "After School Special"             | David Von Ancken   | MiBrett Matthews                       | 17. januar 2013    |
| 77      | 11      | "Catch Me If You Can"              | John Dahl          | Brian Young & Michael Narducci         | 24. januar 2013    |
| 78      | 12      | "A View to a Kill"                 | Brad Turner        | Rebecca Sonnenshine                    | 31. januar 2013    |
| 79      | 13      | "Into the Wild"                    | Michael Allowitz   | Caroline Dries                         | 7. februar 2013    |
| 80      | 14      | "Down the Rabbit Hole"             | Chris Grismer      | Jose Molina                            | 14. februar 2013   |
| 81      | 15      | "Stand by Me"                      | Lance Anderson     | Julie Plec                             | 21. februar 2013   |
| 82      | 16      | "Bring It On"                      | Jesse Warn         | Elisabeth R. Finch & Michael Narducci  | 14. marts 2013     |
| 83      | 17      | "Because the Night"                | Garreth Stover     | Brian Young & Charlie Charbonneau      | 21. marts 2013     |
| 84      | 18      | "American Gothic"                  | Kellie Cyrus       | Evan Bleiweiss & Jose Molina           | 28. marts 2013     |
| 85      | 19      | "Pictures of You"                  | J. Miller Tobin    | Neil Reynolds & Caroline Dries         | 18. april 2013     |
| 86      | 20      | "The Originals"                    | Chris Grismer      | Julie Plec                             | 25. april 2013     |
| 87      | 21      | "She's Come Undone"                | Darnell Martin     | Michael Narducci & Rebecca Sonnenshine | 2. maj 2013        |
| 88      | 22      | "The Walking Dead"                 | Rob Hardy          | Brian Young & Caroline Dries           | 9. maj 2013        |
| 89      | 23      | "Graduation"                       | Chris Grismer      | Caroline Dries & Julie Plec            | 16. maj 2013       |

### Sæson 5 (2013–14)
| Serie # | Sæson # | Titel                             | Instruktør         | Forfatter(e)                             | Original sendedato |
| 90      | 1       | "I Know What You Did Last Summer" | Lance Anderson     | Caroline Dries                           | 3. oktober 2013    |
| 91      | 2       | "True Lies"                       | Joshua Butler      | Brian Young                              | 10. oktober 2013   |
| 92      | 3       | "Original Sin"                    | Jesse Warn         | Melinda Hsu Taylor & Rebecca Sonnenshine | 17. oktober 2013   |
| 93      | 4       | "For Whom the Bell Tolls"         | Michael Allowitz   | Brett Matthews & Elisabeth R. Finch      | 24. oktober 2013   |
| 94      | 5       | "Monster's Ball"                  | Kellie Cyrus       | Sonny Postiglione                        | 31. oktober 2013   |
| 95      | 6       | "Handle with Care"                | Jeffrey Hunt       | Caroline Dries & Holly Brix              | 7. november 2013   |
| 96      | 7       | "Death and the Maiden"            | Leslie Libman      | Rebecca Sonnenshine                      | 14. november 2013  |
| 97      | 8       | "Dead Man on Campus"              | Rob Hardy          | Brian Young & Neil Reynolds              | 21. november 2013  |
| 98      | 9       | "The Cell"                        | Chris Grismer      | Melinda Hsu Taylor                       | 5. december 2013   |
| 99      | 10      | "Fifty Shades of Grayson"         | Kellie Cyrus       | Caroline Dries                           | 12. december 2013  |
| 100     | 11      | "500 Years of Solitude"           | Chris Grismer      | Julie Plec & Caroline Dries              | 23. januar 2014    |
| 101     | 12      | "The Devil Inside"                | Kellie Cyrus       | Brett Matthews & Sonny Postiglione       | 30. januar 2014    |
| 102     | 13      | "Total Eclipse of the Heart"      | Darren Genet       | Rebecca Sonnenshine & Holly Brix         | 6. februar 2014    |
| 103     | 14      | "No Exit"                         | Michael Allowitz   | Brian Young                              | 27. februar 2014   |
| 104     | 15      | "Gone Girl"                       | Lance Anderson     | Melinda Hsu Taylor                       | 6. marts 2014      |
| 105     | 16      | "While You Were Sleeping"         | Pascal Verschooris | Caroline Dries                           | 20. marts 2014     |
| 106     | 17      | "Rescue Me"                       | Leslie Libman      | Brett Matthews & Neil Reynolds           | 27. marts 2014     |
| 107     | 18      |                                   |                    |                                          | 17. april 2014     |
| 108     | 19      |                                   |                    |                                          | 24. april 2014     |
| 109     | 20      |                                   |                    |                                          | 1. maj 2014        |
| 110     | 21      |                                   |                    |                                          | 8. maj 2014        |
| 111     | 22      |                                   |                    |                                          | 15. maj 2014       |

### Sæson 6 (2014)
Den 13. februar 2014 blev The Vampire Diaries fornyet for en sjette sæson. .